# Humorous Phases of Funny Faces
Humorous Phases of Funny Faces is een stomme film uit 1906, geregisseerd door James Stuart Blackton. De film wordt beschouwd als de eerste animatiefilm. De Fransman Charles-Émile Reynaud maakte wel al eerder een film met animaties erin die hij opvoerde in het Musée Grévin in Parijs op 28 oktober 1892.
Regisseur James Stuart Blackton was een Engelsman die als jongen van tien met zijn familie emigreerde naar de Verenigde Staten. De film werd geproduceerd door Blacktons eigen studio, Vitagraph Studios. In totaal duurt het filmpje drie minuten.
De film gaat over een cartoonist die gezichten op een schoolbord tekent en waarbij de gezichten tot leven komen. Er verschijnen nog meer figuren die hij aan het eind van elke sketch weer uitveegt om te vervolgen met een nieuw plot. Op het eind van het filmpje voert hij een clown met een hond op die door een hoepel springt. Onder het uitvegen maakt de clown nog enkele capriolen en dan is het filmpje ten einde.
De film loopt met een snelheid van 20 beelden per seconde. Blackton gebruikt onder andere de stop-motiontechniek: de camera wordt gestopt, er wordt een bepaalde actie uitgevoerd en vervolgens wordt de camera weer aangezet. Deze werd al eerder gebruikt door Georges Méliès en anderen.